# NGC 1165
NGC 1165 ist eine Balken-Spiralgalaxie vom Hubble-Typ SBa im Sternbild Fornax am Südsternhimmel. Sie ist schätzungsweise 216 Millionen Lichtjahre von der Milchstraße entfernt und hat einen Durchmesser von etwa 160.000 Lichtjahren. 
Das Objekt wurde am 19. Oktober 1835 vom britischen Astronomen John Herschel entdeckt.